# Хуайхе

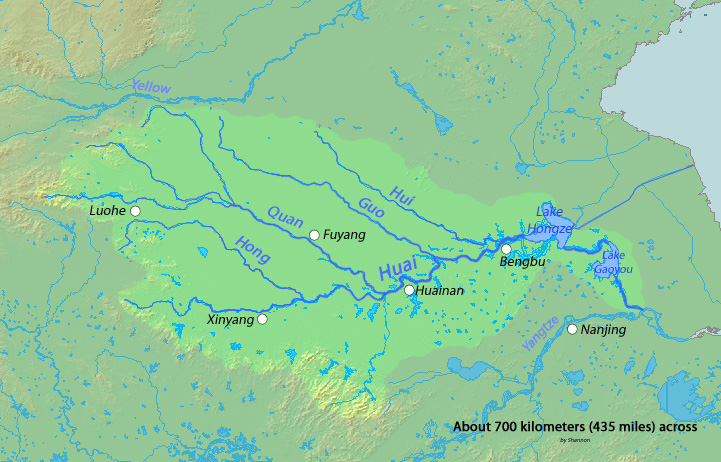
Річка Хуайхе із притоками

Хуайхе́, або річка Хуа́й (кит. 淮河, пін. Huáihé) — річка у східній частині Китаю, що протікає Великою Китайською рівниною. Китайською дієслово huái (淮) означає «впадати, вливатися», іменник hé (河) — «річка». Розташована приблизно посередині між двома найбільшими річками Китаю, Хуанхе та Янцзи. Разом із горами Ціньлін 秦岭 на заході утворює природний розподіл країни на південну та північну половини.
Довжина — 813 км, площа басейну — 187 тис. км². Середня витрата води наближається до 1000 м³ у секунду, максимальна витрата води — 10-13 тис. м³ в секунду. Для цієї річки характерні літні паводки.
У зв'язку з тим, що Хуайхе несе багато наносів, русло річки за рахунок їхнього відкладення місцями пролягає вище прилеглої до неї рівнини. У минулому це створювало підвищену загрозу повеней, наймасштабніші з яких викликали зміна русла річки до такого ступеня, що часом вона впадала то в Янцзи, то в Хуанхе, то в Жовте море. Після будівництва в 50–60-х роках XX ст. великих іригаційних споруд загроза повеней в басейні Хуайхе була зведена до мінімуму.
В даний час через систему озер і каналів більша частина стоків Хуайхе надходить у річку Янцзи.
Води Хуайхе активно використовуються для іригації. У нижній течії вона сполучена Великим каналом з Янцзи і Хуанхе. На Хуайхе розташовані міста Сіньян, Фуян, Луань 六安, Хуайнань, Бенбу 蚌埠 та Хуайань (назви двох з них утворені з назви річки).
В історії Китаю Хуайхе відома як північний кордон, який було встановлено після поразки імперії Сун у боротьбі з чжурчженями (імперія Цзінь): останні захопили Бяньцзін (сучасн. Кайфен) і полонили молодого імператора Чжао Хуаня та його батька (1127). Із втечею інших членів правлячої родини на південь, між Сун та Цзінь було заключено мир та встановлено новий кордон (Шаосінський договір 1141 року). До остаточного падіння імперії Сун у 1276 році її політичним центром було місто Ліньань (Ханчжоу), держава отримала назву Південна Сун.